# 点斑猫鸟
点斑猫鸟（学名：Ailuroedus maculosus），又名点斑园丁鸟，是雀形目园丁鸟科的一种鸟类。
点斑猫鸟体重约205.3克，翼长约155.8毫米，嘴峰长约33.7毫米，喙宽度约9.6毫米，喙厚度约14.4毫米，跗蹠长约48.6毫米，尾长约113.7毫米。点斑猫鸟在其分布区内为留鸟，其栖息在密集的高大树木组成的森林中，食性为草食性。
点斑猫鸟分布于昆士兰东部（阿瑟顿台地至伯德金河）。该物种是单型物种，没有亚种分化。